# Hemiragis aurea
Hemiragis aurea är en bladmossart som beskrevs av Ferdinand François Gabriel Renauld och Jules Cardot 1894. Hemiragis aurea ingår i släktet Hemiragis och familjen Hookeriaceae. Inga underarter finns listade i Catalogue of Life.